# Liste des cathédrales de Paris
Cet article recense les cathédrales situées à Paris, en France. 
Ces cathédrales correspondent aux diverses juridictions ecclésiastiques des différentes confessions chrétiennes représentées à Paris et en France (catholiques romaine et orientales, orthodoxes, diverses orientales).    

## Liste

### Église catholique
Cathédrales de l'Église catholique :
- Église catholique arménienne : cathédrale Sainte-Croix
- Église catholique romaine :
  - Archidiocèse de Paris : cathédrale Notre-Dame
  - Ancienne cathédrale (détruite) : cathédrale Saint-Étienne
  - Diocèse aux Armées : cathédrale Saint-Louis-des-Invalides
- Église grecque-catholique ukrainienne : Cathédrale Saint-Vladimir-le-Grand
- Église maronite : Cathédrale Notre-Dame-du-Liban de Paris

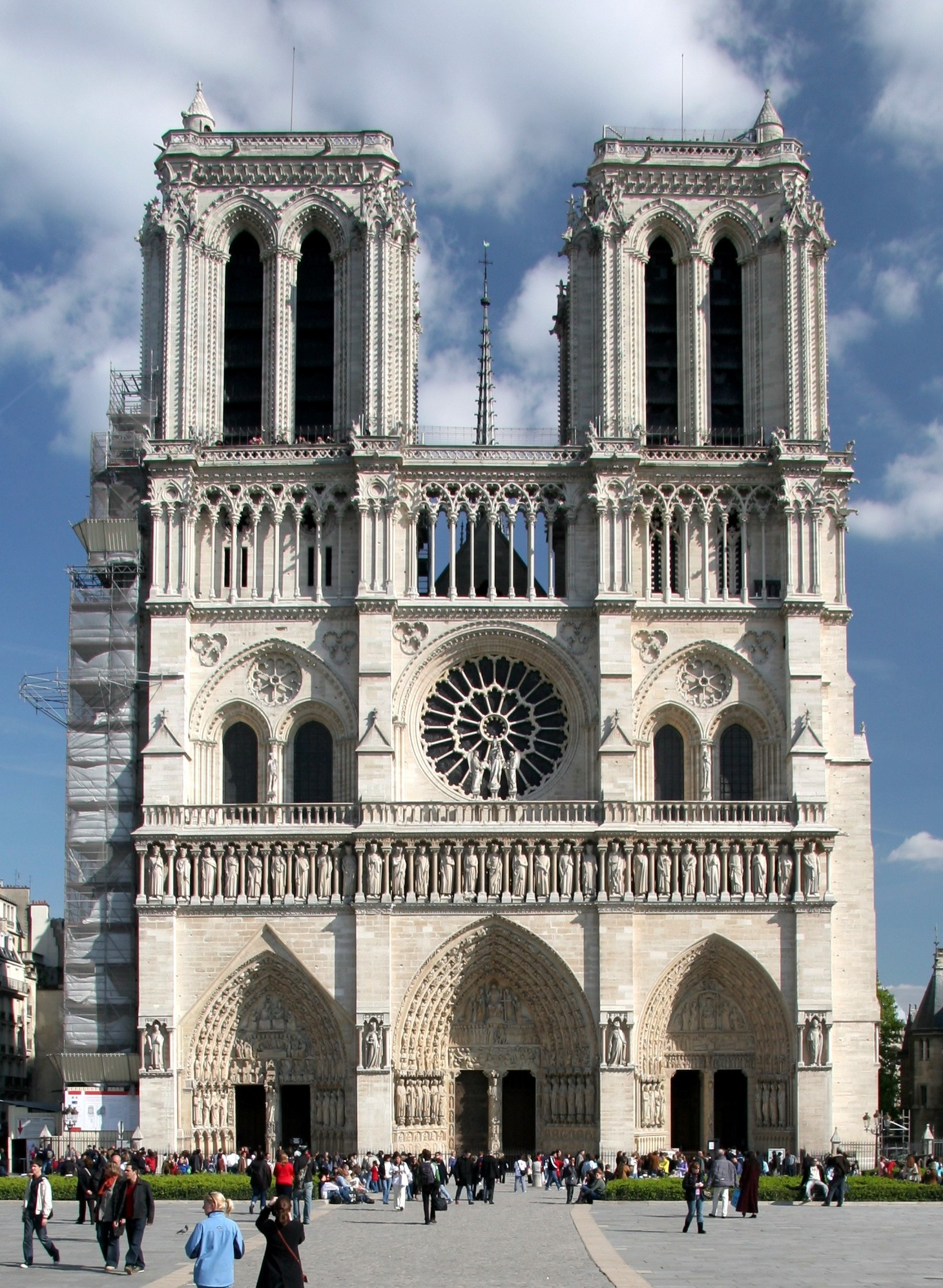
Cathédrale Notre-Dame.
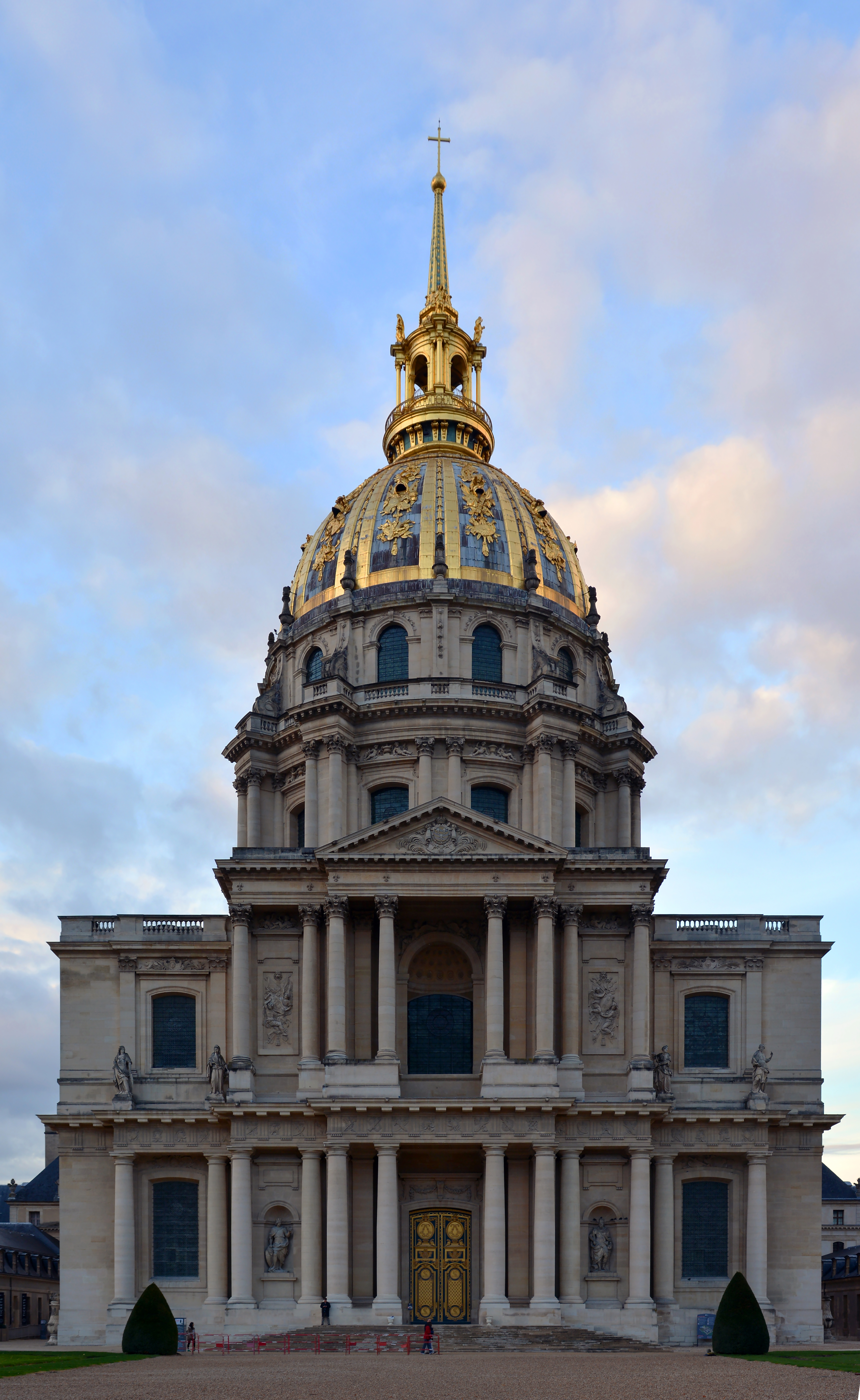
Cathédrale Saint-Louis-des-Invalides.
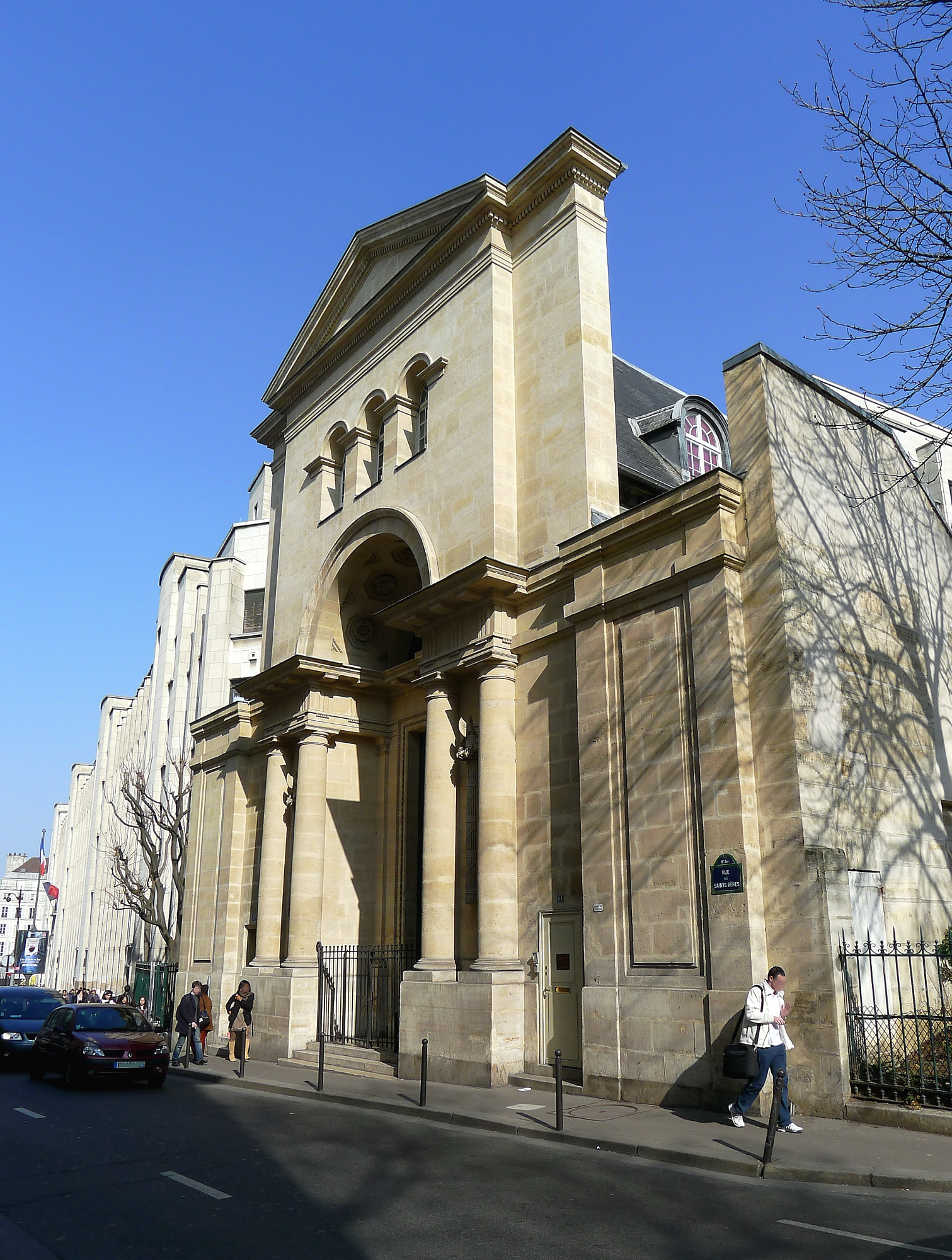
Cathédrale Saint-Vladimir-le-Grand.

### Église orthodoxe
Cathédrales de l'Église orthodoxe : 
- Patriarcat œcuménique de Constantinople : 
  - Métropole orthodoxe grecque de France : cathédrale Saint-Étienne (ou Saint-Stéphane)
- Église orthodoxe roumaine :
  - Métropole orthodoxe roumaine d'Europe occidentale et méridionale : cathédrale des Saints-Archanges-Michel-Gabriel-et-Raphaël
- Église orthodoxe russe : 
  - Archevêché des Églises orthodoxes russes en Europe occidentale : cathédrale Saint-Alexandre-Nevsky (auparavant rattachée au patriarcat de Constantinople, a rejoint le patriarcat de Moscou en 2019)
  - ancienne cathédrale des Trois-Saints-Docteurs
  - cathédrale de la Sainte-Trinité
- Église orthodoxe serbe :
  - Éparchie d'Europe occidentale : cathédrale Saint-Sava
- Église catholique orthodoxe de France (non canonique) : cathédrale Saint-Irénée
- Patriarcat orthodoxe des Nations (non-canonique) : chapelle-cathédrale Notre-Dame-de-Tendresse

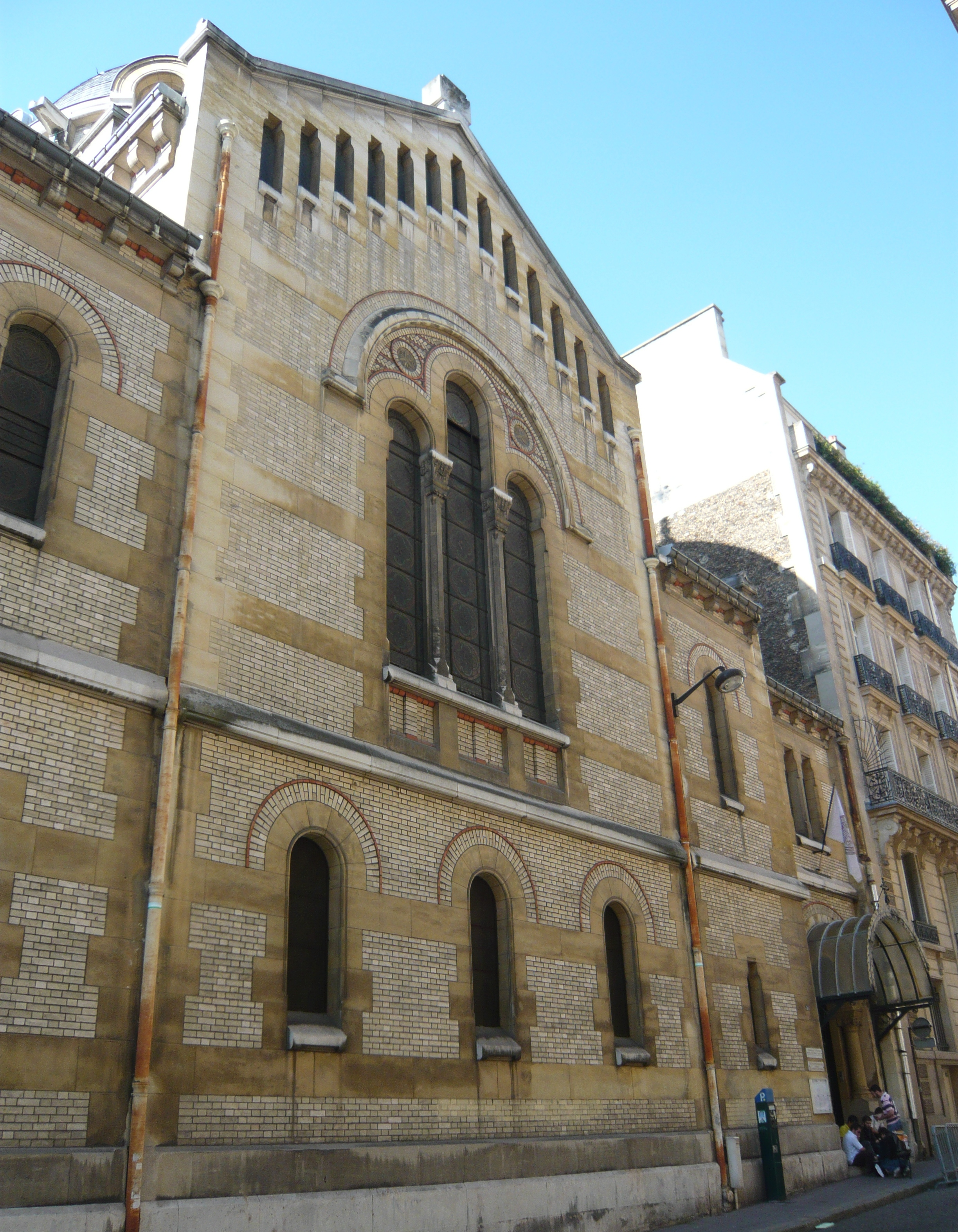
Cathédrale Saint-Étienne.
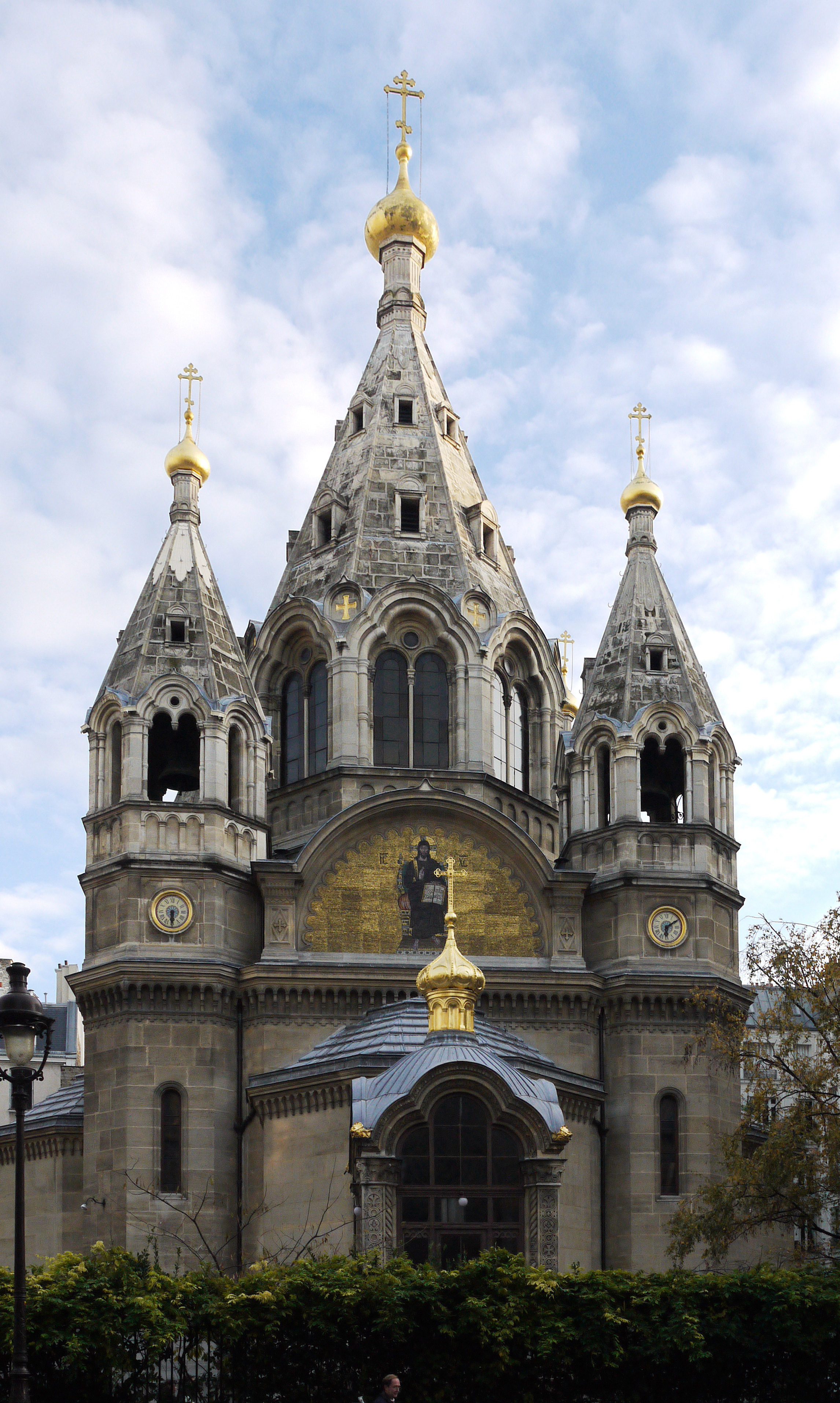
Cathédrale Saint-Alexandre-Nevsky.
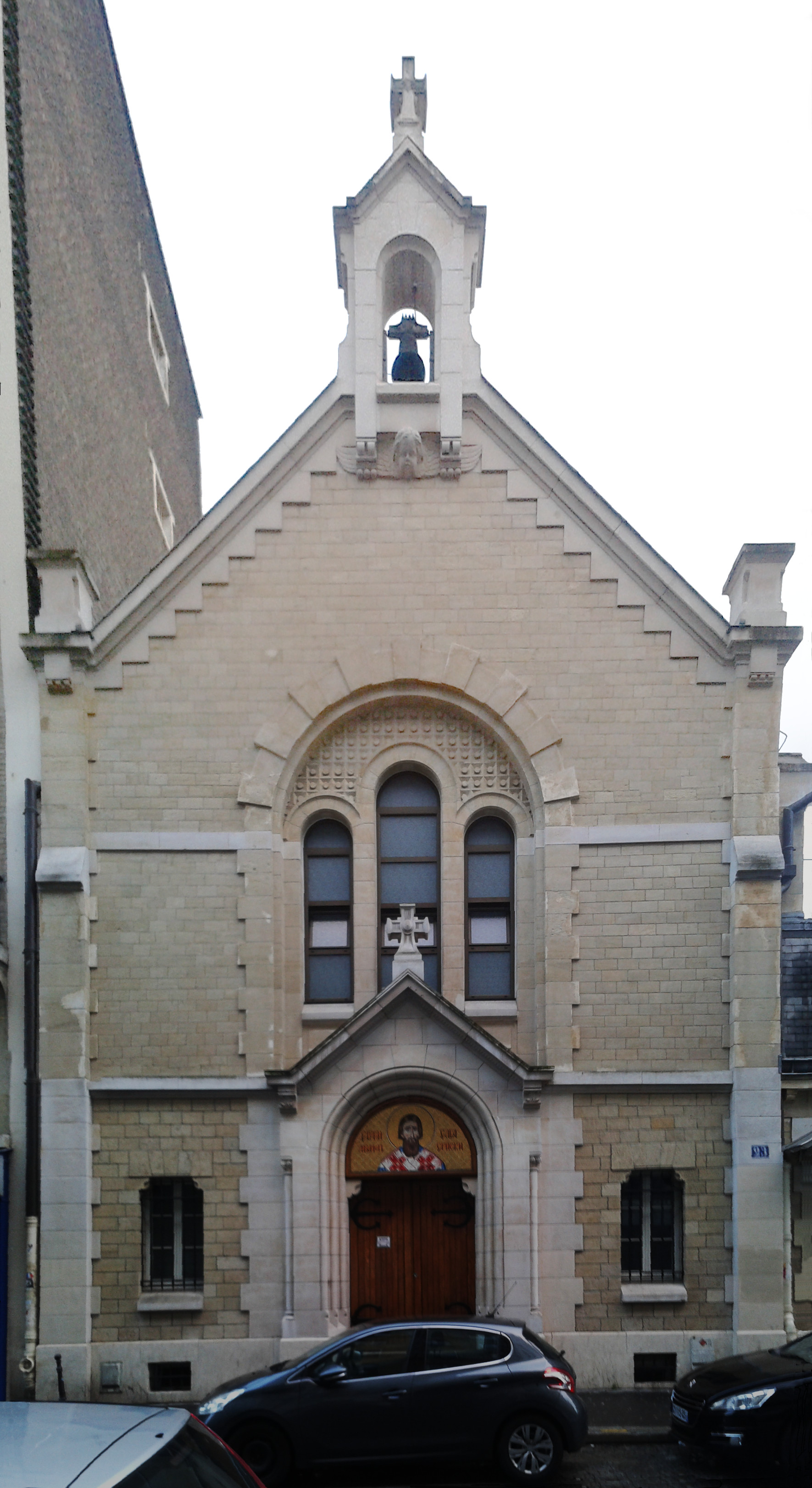
Cathédrale Saint-Sava.
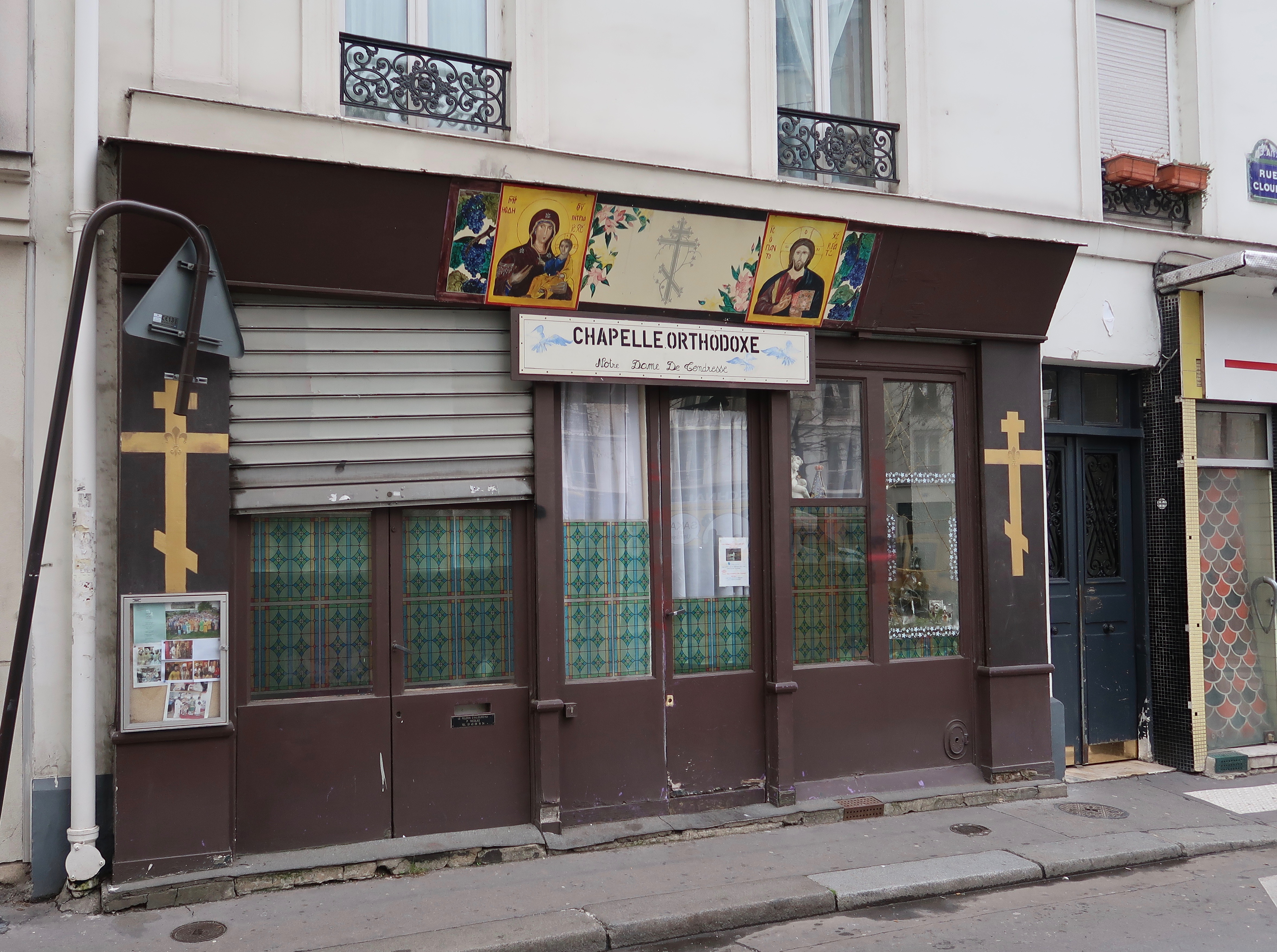
Chapelle-cathédrale Notre-Dame-de-Tendresse.

### Autres Églises
- Église apostolique arménienne : cathédrale Saint-Jean-Baptiste
- Église épiscopalienne des États-Unis : cathédrale de la Sainte-Trinité (ou cathédrale américaine)

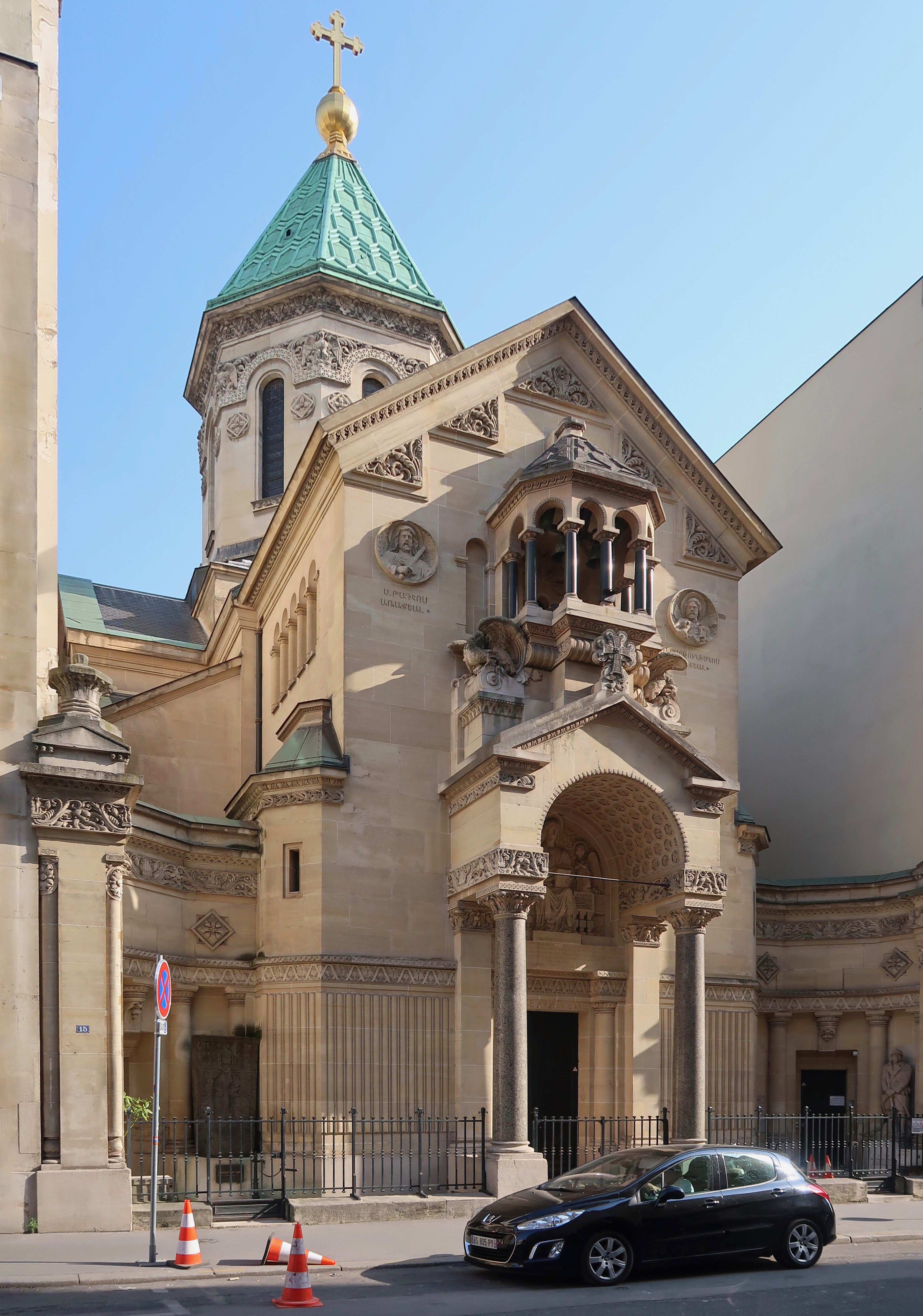
Cathédrale Saint-Jean-Baptiste.
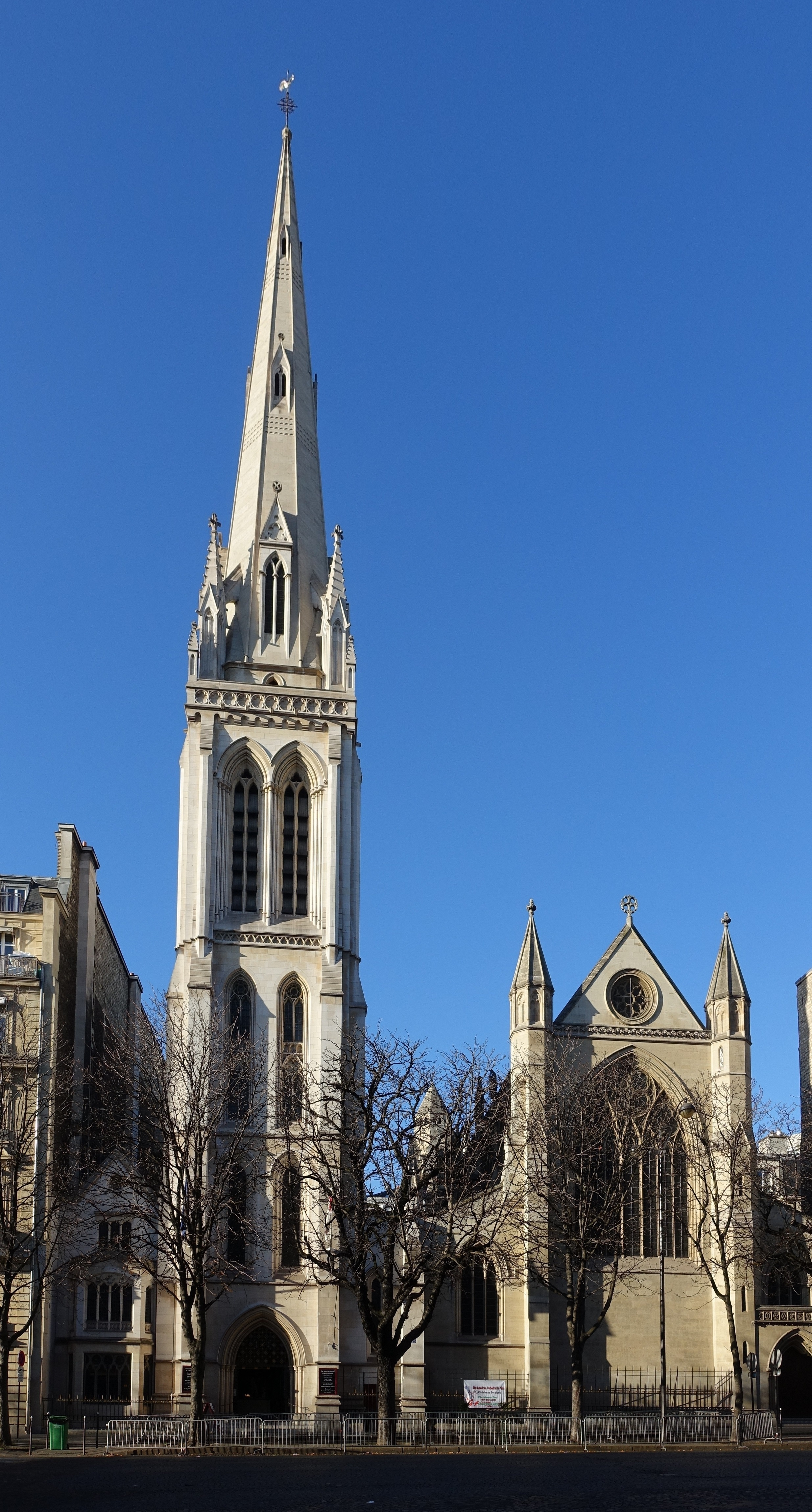
Cathédrale américaine.

## Pour approfondir